# Обуховка (Ульяновская область)
Обуховка — упразднённая деревня в Новоспасском районе Ульяновской области России. На момент упразднения входила в состав Красносельского сельского поселения.

## География
Деревня находилась на правом краю оврага Белый ключ, в 4,5 км к северо-западу от станции Репьёвка и в 21 км к северо-востоку от районного центра.

## История
В 1913 в русской деревне Обуховка (Ключевка) был 51 двор и паровая мельница Рябовых. Деревня входила в состав Сызранского уезда Симбирской губернии.
Исключена из учётных данных в 2002 году постановлением заксобрания Ульяновской области от 10.12.2002 г. № 066-ЗО

## Население
В 1913 году в деревне проживало 533 человека. С 1996 года в деревне отсутствовало постоянное население.